# رحمت‌آباد (قم)
رحمت‌آباد روستایی در دهستان قمرود بخش مرکزی شهرستان قم استان قم ایران است.

## جمعیت
بر پایه سرشماری عمومی نفوس و مسکن در سال ۱۳۹۵ جمعیت این روستا کمتر از ۳ خانوار بوده‌است.